# 電子計算機使用詐欺罪
電子計算機使用詐欺罪（でんしけいさんきしようさぎざい）とは、財産権の得喪・変更に係る不実の電磁的記録を作る等の手段により、財産上不法の利益を得ることを内容とする犯罪類型。刑法246条の2に規定されている。コンピュータ犯罪への対処を目的とした、昭和62年（1987年）改正において新設された。「コンピュータ詐欺罪」ともよばれる。

## 概要
1980年代後半に偽造テレホンカードによる通話が社会問題となった時期があったが、当時の刑法でこの行為を処罰しようとすると以下のような問題があった。すなわち、財産権の得喪や変更が電磁的記録に基づいて自動的に処理されている場合、仮に不法の利益を得る行為があったとしても、占有の移転が伴わないため窃盗罪には該当せず（利益窃盗）、また、人に対する欺罔行為が存在しないため詐欺罪（狭義）にも該当しない、という問題があったのである。これではあまりに問題があるので、刑法の罪概念の間にできてしまっていた間隙（かんげき、スキマ）を埋めるために本罪が創設された。行為態様が詐欺罪に類似しているために詐欺罪（広義）の一類型として規定されている。

## 実行行為
本罪の実行行為としては、2種類の類型が定められている。
不実の電磁的記録の作出（前段）
人の事務処理に使用する電子計算機（コンピュータ）に虚偽の情報若しくは不正な指令を与えて、財産権の得喪・変更に係る不実の電磁的記録を作る行為。
「虚偽の情報」とは、当該事務処理システムにおいて予定されている事務処理の目的に照らし、その内容が事実に反する情報をいい、「不正な指令」とは、事務処理の目的に照らし、与えられるべきでない指令をいう。
また、財産権の得喪・変更に係る電磁的記録とは、その作出・変更によって財産権の得喪・変更が生じるものをいい、オンラインシステムにおける銀行の元帳ファイルの預金残高の記録や、プリペイドカードの残度数の記録等はこれにあたるが、キャッシュカード等は含まれない。
例えば、銀行員がオンラインシステムの端末機を操作して、入金の事実がないにも拘らず、自己の口座に入金があったとする情報を入力する行為はこれに該当する（参照：東京高判平成5年6月29日高刑集46巻2号189頁）。
虚偽の電磁的記録の供用（後段）
財産権の得喪・変更に係る虚偽の電磁的記録を人の事務処理の用に供する行為、すなわち、内容が虚偽の電磁的記録を他人のコンピュータで使用する行為である。
例えば、通話可能度数を虚偽のものに改竄した変造テレホンカードを公衆電話に挿入して電話をかける行為がこれに該当する（参照：岡山地判平成4年8月4日）。

## 不法利得
本罪の成立には、財産上不法の利益を得、又は他人をしてこれを得させるという結果の発生が必要である。

## 法定刑
法定刑は、10年以下の拘禁刑である。

## 未遂・親族相盗
本罪は未遂も処罰される（250条）。また、親族相盗例の規定は本罪にも準用される（251条）。

## 裁判例
- 大阪地判昭和63年10月7日 判時1295-151 金融機関職員が端末機から虚偽の入金データを入力して自己の口座残高を増額した行為
- 名古屋地判平成9年1月10日 電子決済システムの振込みサービスを利用して､架空の振込入金の情報を電子計算機に入力した行為
- 東京地判平成7年2月13日 判時1529-158 電話会社の電話交換システムに対し､パソコンから不正信号を送出して､電話料金相当額の支払いを免れた行為
- 長野地諏訪支判平成8年7月25日 判時1595-124 残度数を虚偽のものに改変した内容のプリペイドカードを機器端末に挿入した行為